# 국립학교 설치령
국립학교 설치령은 국립학교의 설치에 대한 내용을 담은 대한민국의 대통령령이다.

## 연혁
- 2023년 11월 16일 : 거점국립대학교가 아닌 종합대학과 해양특성화대학 이름 앞에 국립이 붙었다.